# Дреново (Драма)
Дреново (грч. Μοναστηράκι, Монастираки) је насељено место у општини Драма у периферији Источна Македонија и Тракија, Грчка. Према попису из 2021. године био је 691 становник.
Према бугарском географу и историчару, Василу Канчову, у Дренову је 1900. године живело 380 Словена хришћана и 220 Турака. Године 1923. турско становништво је принудно исељено у Турску а на њихово место је насељено 24 грчких избегличких породица, укупно 109 особа. На попису из 1928. године Дреново је мешовито насеље са 676 становника.